# Пальник-Ёль (приток Кипиеваю)
Пальник-Ёль — река в России, протекает по территории Ижемского района Республики Коми. Устье реки находится в 36 км по левому берегу реки Кипиеваю. Длина реки — 10 км.

## Данные водного реестра
По данным государственного водного реестра России относится к Двинско-Печорскому бассейновому округу, водохозяйственный участок реки — Печора от впадения реки Уса до водомерного поста Усть-Цильма, речной подбассейн реки — Печора ниже впадения Усы. Речной бассейн реки — Печора.